# أبهياباي
أبهياباي أو عرف بأبهايا ويوا هو خزان بناه الملك باندوكابهايا الذي حكم أنوردهابورا من 437 ق.م حتى 367 ق.م، بعد إعمار المدينة. معروف الآن بأبهاياويوا.[بحاجة لمصدر]

## الحجم
مساحته 1235 فدان (1930 ميل مربع)، طول واوكانديا هو 5910 قدم (1119 ميل) والارتفاع 22 قدم (6.7 متر). عرض قمة السد من الأعلى 6 أقدام (1.8 متر) إلى 8 أقدام (2.4 متر).

## الهدف

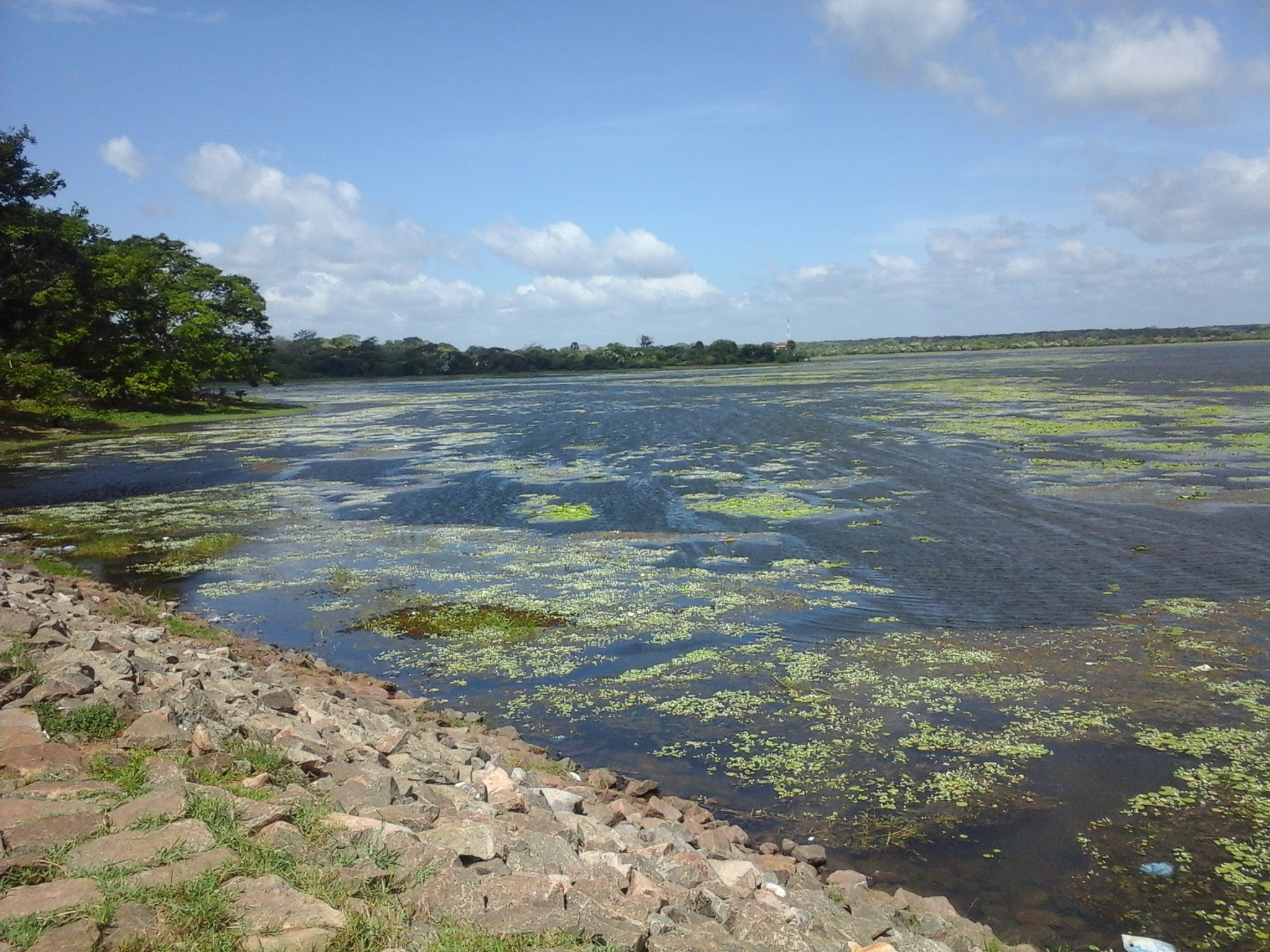
أبهاياويوا

بني داخل أنوردهابورا، زود المدينة بالماء.